# Полагушин, Николай Иванович
Николай Иванович Полагу́шин (1923—1999) — Гвардии полковник Советской Армии, участник Великой Отечественной войны, Герой Советского Союза (1945).

## Биография
Николай Полагушин родился 7 марта 1923 года в Ташкенте. Окончил неполную среднюю школу. В июне 1941 года Полагушин был призван на службу в Рабоче-крестьянскую Красную Армию. В 1942 году он окончил Чкаловскую военную авиационную школу лётчиков. С сентября того же года — на фронтах Великой Отечественной войны. В боях три раза был ранен.
К февралю 1945 года гвардии капитан Николай Полагушин командовал эскадрильей 15-го гвардейского штурмового авиаполка 277-й штурмовой авиадивизии 1-й воздушной армии 3-го Белорусского фронта. К тому времени он совершил 214 боевых вылетов на штурмовку скоплений боевой техники и живой силы противника, нанеся ему огромные потери.
Указом Президиума Верховного Совета СССР от 19 апреля 1945 года гвардии капитан Николай Полагушин был удостоен высокого звания Героя Советского Союза с вручением ордена Ленина и медали «Золотая Звезда» за номером 6120.
После окончания войны Полагушин продолжил службу в Советской Армии. В 1949 году он окончил Высшие лётно-тактические курсы, в 1955 году — Военно-воздушную академию. В 1958 году в звании полковника Полагушин был уволен в запас.  
В 1958 году Николай Иванович вернулся в Ташкент и устроился на завод электронной техники слесарем. Директор завода Северьян Давыдович Папава перевел его на освободившуюся должность начальника отдела кадров. В октябре 1966 года Полагушин переводом пришел работать в НИИ Молекулярной электроники в Зеленограде  начальником отдела кадров, где трудился до ухода на пенсию.  Активно занимался общественной деятельностью. Скончался 2 февраля 1999 года, похоронен на Зеленоградском кладбище Москвы.

## Награды
Был также награждён четырьмя орденами Красного Знамени, орденами Александра Невского, Отечественной войны 1-й и 2-й степеней, Красной Звезды, рядом медалей.

## Память
В честь Полагушина названа улица в Зеленограде.